# Aaglung
Aaglung (en népalais : अग्लुङ) est un comité de développement villageois du Népal situé dans le district de Gulmi. Au recensement de 2011, il comptait 3 634 habitants.